# Lars Heineman
Lars Heineman als Spieler

Link zum Bild

(Bitte Urheberrechte beachten)
Lars Heineman (* 16. Februar 1943 in Degerfors) ist ein schwedischer ehemaliger Fußballspieler. Der Stürmer bestritt seine Karriere in Schweden und den Vereinigten Staaten. In seinem Heimatland wurde der zweifache Nationalspieler einmal Torschützenkönig der höchsten Spielklasse.

## Werdegang
Heineman entstammt der Jugend des in seiner Heimatstadt ansässigen Degerfors IF. Für den Klub debütierte er 1961 in der Allsvenskan, der höchsten schwedischen Spielklasse. Zunächst spielte er mit dem Klub gegen den Abstieg, ehe er in der Spielzeit 1963 als regelmäßiger Torschütze den Verein zur Vizemeisterschaft hinter dem IFK Norrköping führte. Mit 17 Saisontoren krönte er sich mit Titel des Torschützenkönigs, den er sich mit Bo Larsson von Malmö FF teilte. Im selben Jahr debütierte er in der schwedischen Nationalmannschaft, als diese im Mai in der Qualifikation zu den Olympischen Spielen 1964 auf Ungarn traf. Nach der 0:4-Niederlage kam er im August gegen Norwegen zu einem weiteren Länderspieleinsatz, anschließend war seine Nationalmannschaftskarriere wieder beendet.
Später wechselte Heineman zum Ligarivalen IF Elfsborg, bei dem er ebenfalls als regelmäßiger Torschütze glänzte. Mit 13 Saisontoren in der Spielzeit 1965 Zweitbester in der vereinsinternen Torschützenliste hinter Ove Grahn wurde er erneut Vizemeister. An der Seite von Ove Westerberg, Henry Larsson und Boris Målberg trat er für den Klub bis zur Spielzeit 1967 in der schwedischen Eliteserie an.
1968 zog es Heineman in die Vereinigten Staaten. Zunächst lief er für die Detroit Cougars in der Debütsaison der NASL auf, ehe er im Sommer des Jahres innerhalb der Liga zu den Washington Whips weiterzog. Am Ende der Spielzeit zog sich die Mannschaft, die vor allem mit schottischen Spielern des FC Aberdeen angetreten war, aus der Meisterschaft zurück.
1970 und 1971 spielte er wieder in Schweden in der 2. Division bei KB Karlskoga und beendete dort seine Fußballkarriere.